# Pacific (Schiff, 1849)
Die Pacific war ein 1849 aus Holz gebauter US-amerikanischer Passagier-Raddampfer, der 1856 auf einer Reise von Liverpool nach New York unter nicht genau geklärten Umständen verschwand und mutmaßlich sank.
Sie gehörte zu einer Reihe von Schwesterschiffen der Collins Line, die mit dem Ziel gebaut wurden, die konkurrierende Cunard Line auszustechen. Dies gelang nur für kurze Zeit, als während des Krimkriegs viele Schiffe der Cunard Line zu Transportaufgaben verpflichtet wurden. Neben der Pacific verfügte die Collins Line u. a. noch über die Arctic, die Baltic und die Atlantic; später kam noch die Adriatic dazu.

## Bau und Umgestaltung
Die Pacific wurde 1849 auf der Schiffswerft Jacob Bell in New York gebaut. Der Schiffskörper selbst war 13,7 m breit, mit den Radkästen betrug die Breite 22,3 m. Die beiden Maschinen stammten von den Allaire Iron Works in New York. Sie waren so konzipiert, dass beim Ausfall einer der beiden Maschinen die beiden seitlichen Schaufelräder auch allein von der zweiten Maschine angetrieben werden konnten. Ein Tagesverbrauch von 75 bis 85 Tonnen Kohle war vorgesehen (er lag später im Durchschnitt bei 87 Tonnen). Die Kohle wurde bereits durch eine mechanisch betriebene Eimerkette von den Bunkern zu den Kesseln gebracht.
Das hölzerne Schiff besaß außer seinem Dampfantrieb auch drei Segelmasten und konnte eine Geschwindigkeit von 12 bis 13 Knoten erreichen. Wie auch ihre Schwesterschiffe zeichnete die Pacific sich durch großen Komfort für die Passagiere aus. Dazu zählten nicht nur Dampfheizung in den Kabinen und ein französischer Küchenchef an Bord, sondern auch das besonders hohe Freibord, welches vor Spritzwasser schützte, und die Bauart des Schiffes, die angenehmere Fahreigenschaften gewährleistete als zu dieser Zeit allgemein üblich. Daneben gab es einen Rauchersalon, Badekabinen und einen Friseur an Bord. Die Pacific war zunächst nur für 200 Passagiere in der ersten Klasse vorgesehen, 1851 wurden jedoch 80 weitere Plätze zweiter Klasse geschaffen. Vermutlich 1853 wurde einer ihrer Masten abgenommen.

## Fahrten
Das Schiff startete am 25. oder 26. Mai 1850 in New York unter dem Kommando von Kapitän Ezra Nye zu seiner Jungfernfahrt nach Liverpool, wo es am 7. Juni ankam. Auf dieser Strecke wurde es auch weiterhin eingesetzt und errang in der Zeit vom 11. bis zum 21. September 1850 einen Streckenrekord von Liverpool nach New York. Es löste damit die Asia von der Cunard Line ab und erhielt das Blaue Band für eine durchschnittliche Reisegeschwindigkeit von 12,46 Knoten. Einen weiteren Rekord fuhr die Pacific vom 10. bis zum 20. Mai 1851 in der Gegenrichtung ein; diesmal erreichte sie eine Geschwindigkeit von 13,03 Knoten und schlug damit die Canada der Cunard Line. Beide Rekorde wurden indes bald von Schwesterschiffen der Pacific übertroffen.

## Verlust

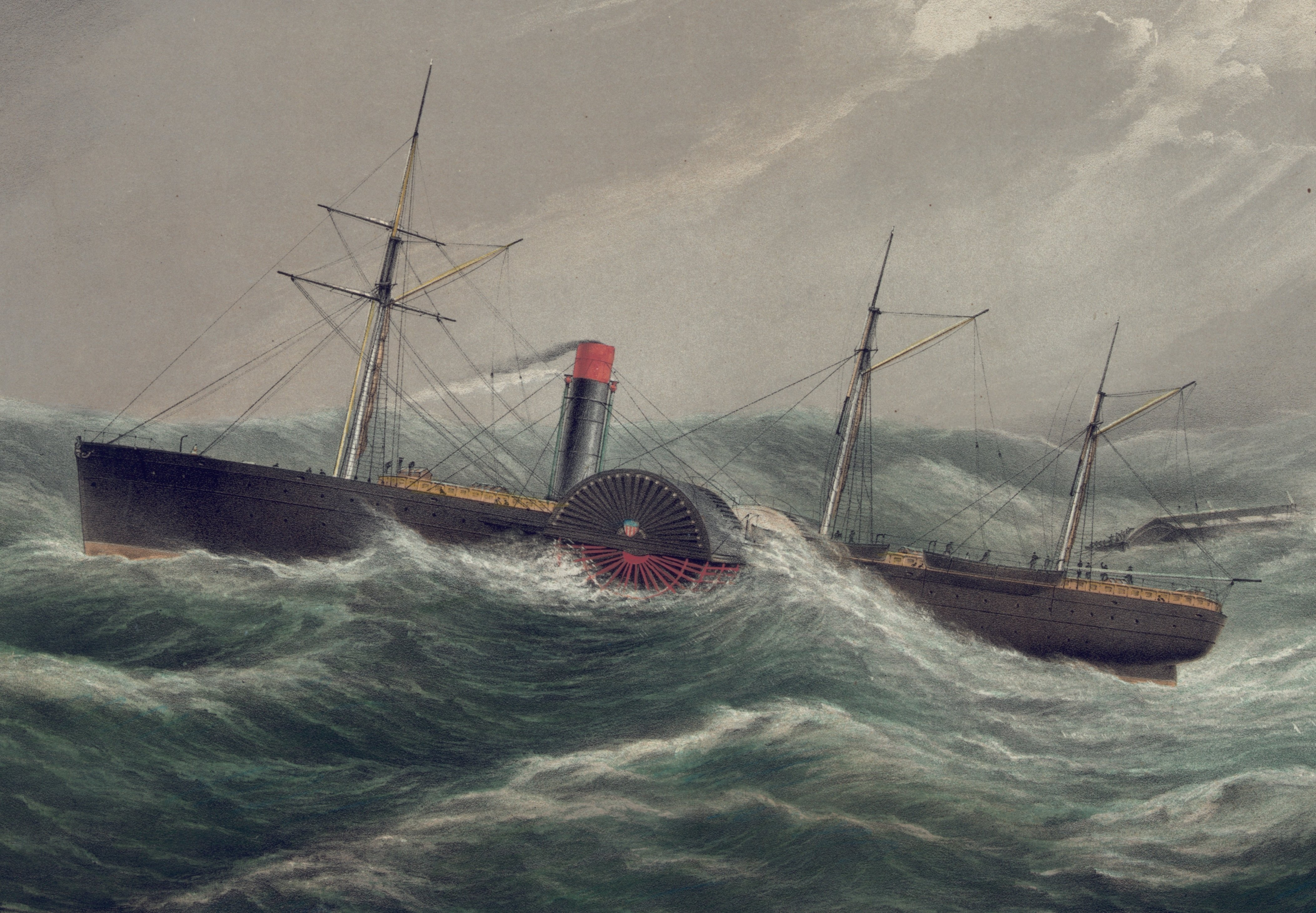
Die Pacific in rauer See

Kurz nach dem Verlust ihres Schwesterschiffs Arctic nach einer Kollision mit dem Dampfer Vesta wurde die Pacific ins Dock geholt, um sie sicherer zu machen. Nach diesem Dockaufenthalt wurde sie wieder regelmäßig auf ihrer Linie eingesetzt. Am 23. Januar 1856 verschwand sie auf dem Weg von Liverpool nach New York. Mindestens 45 Passagiere – darunter sechs Frauen und zwei Kinder – und 141 Mann Besatzung waren wohl an Bord (andere Angaben gehen von bis zu 240 Personen an Bord aus). Man hoffte noch relativ lange, dass das Schiff nur durch die winterliche Witterung aufgehalten worden war, doch fand sich keine Spur mehr von der Pacific. 1991 wurde in der Irischen See etwa zwölf Meilen nordwestlich von Anglesey in 44 m Tiefe die Bugsektion eines gesunkenen Schiffes entdeckt, die aufgrund ihrer Bauweise und Größe der Pacific zugeordnet wurde. Ein Untergang so nah am Ausgangspunkt der Reise wäre nur durch ein Feuer, eine Kesselexplosion oder ein anderes außergewöhnliches Ereignis an Bord zu erklären. Von anderer Seite wird bezweifelt, dass es sich bei den nahe Liverpool entdeckten Wrackteilen um die Pacific handelt: Im Jahr 1861 wurde auf den Uist-Inseln nahe Schottland eine Flaschenpost mit folgendem Inhalt geborgen:
- On board the Pacific, from L’pool to N. York. Ship going down. Great confusion on board – icebergs all around us on every side. I know I cannot escape. I write the cause of our loss that friends may not live in suspense. The finder of this will please get it published. William Graham [Übs.: An Bord der Pacific, unterwegs von L[iver]pool nach N[ew] York. Das Schiff sinkt. Große Verwirrung an Bord – rund um uns befinden sich an jeder Seite Eisberge. Ich weiß, dass ich nicht entkommen kann. Ich schreibe die Ursache unseres Verschwindens auf, damit unsere Freunde nicht in Unsicherheit verbleiben. Der Finder dieser Nachricht möge ihren Inhalt bitte öffentlich machen. William Graham]

Ein Passagier mit diesem Namen konnte tatsächlich auf der Passagierliste der Pacific festgestellt werden, wie Jim Cooper in einem Artikel für die US-Zeitschrift „Barnstable Patriot“ nachweisen konnte. Zwar kann nicht endgültig ausgeschlossen werden, dass es sich bei der Flaschenpost um eine Fälschung handelt, wie sie bei derartigen Anlässen häufig verbreitet wurden, doch die Übereinstimmung des Namens lässt immerhin Zweifel an der Identifizierung der Wrackteile in der Irischen See offen. Cooper führt zudem als Beleg für die Richtigkeit seiner Eisberg-Theorie an, dass im Januar 1856 keine Trümmerfunde an den britischen Küsten im Bereich des Anglesey-Fundes gemeldet worden seien, was angesichts der Größe des Schiffes und seiner Holzbauweise sowie der Nähe zum Festland ungewöhnlich sei. Allgemein waren 1856 zahlreiche Schiffe den in diesem Jahr besonders weit nach Süden driftenden Eisbergen zum Opfer gefallen.